# I'm in Love (I Wanna Do It)
I'm in Love (I Wanna Do It) is een single van de Italiaanse dj Alex Gaudino.

## Tracklist
| Nr. | Titel                                                 | Duur |
| --- | ----------------------------------------------------- | ---- |
| 1.  | I'm in Love (I Wanna Do It) (Vocal Edit)              | 2:51 |
| 2.  | I'm in Love (I Wanna Do It) (Vocal Club Mix)          | 8:05 |
| 3.  | I'm in Love (I Wanna Do It) (Original Extended)       | 7:27 |
| 4.  | I'm in Love (I Wanna Do It) (The Wideboys Remix)      | 7:13 |
| 5.  | I'm in Love (I Wanna Do It) (Kurd Maverick Remix)     | 7:42 |
| 6.  | I'm in Love (I Wanna Do It) (Jupiter Ace Vocal Remix) | 4:42 |

## Hitlijsten

### Nederlandse Top 40
| Hitnotering: 16-10-2010 t/m 18-12-2010 | Hitnotering: 16-10-2010 t/m 18-12-2010 | Hitnotering: 16-10-2010 t/m 18-12-2010 | Hitnotering: 16-10-2010 t/m 18-12-2010 | Hitnotering: 16-10-2010 t/m 18-12-2010 | Hitnotering: 16-10-2010 t/m 18-12-2010 | Hitnotering: 16-10-2010 t/m 18-12-2010 | Hitnotering: 16-10-2010 t/m 18-12-2010 | Hitnotering: 16-10-2010 t/m 18-12-2010 | Hitnotering: 16-10-2010 t/m 18-12-2010 | Hitnotering: 16-10-2010 t/m 18-12-2010 | Hitnotering: 16-10-2010 t/m 18-12-2010 | Hitnotering: 16-10-2010 t/m 18-12-2010 |
| Week:                                  | 1                                      | 2                                      | 3                                      | 4                                      | 5                                      | 6                                      | 7                                      | 8                                      | 9                                      | 10                                     |                                        |                                        |
| -------------------------------------- | -------------------------------------- | -------------------------------------- | -------------------------------------- | -------------------------------------- | -------------------------------------- | -------------------------------------- | -------------------------------------- | -------------------------------------- | -------------------------------------- | -------------------------------------- | -------------------------------------- | -------------------------------------- |
| Positie:                               | 38                                     | 22                                     | 19                                     | 16                                     | 17                                     | 19                                     | 20                                     | 17                                     | 25                                     | 39                                     | uit                                    |                                        |

### NederlandseSingle Top 100
| Hitnotering: 09-10-2010 t/m 11-12-2010 | Hitnotering: 09-10-2010 t/m 11-12-2010 | Hitnotering: 09-10-2010 t/m 11-12-2010 | Hitnotering: 09-10-2010 t/m 11-12-2010 | Hitnotering: 09-10-2010 t/m 11-12-2010 | Hitnotering: 09-10-2010 t/m 11-12-2010 | Hitnotering: 09-10-2010 t/m 11-12-2010 | Hitnotering: 09-10-2010 t/m 11-12-2010 | Hitnotering: 09-10-2010 t/m 11-12-2010 | Hitnotering: 09-10-2010 t/m 11-12-2010 | Hitnotering: 09-10-2010 t/m 11-12-2010 | Hitnotering: 09-10-2010 t/m 11-12-2010 | Hitnotering: 09-10-2010 t/m 11-12-2010 |
| Week:                                  | 1                                      | 2                                      | 3                                      | 4                                      | 5                                      | 6                                      | 7                                      | 8                                      | 9                                      | 10                                     |                                        |                                        |
| -------------------------------------- | -------------------------------------- | -------------------------------------- | -------------------------------------- | -------------------------------------- | -------------------------------------- | -------------------------------------- | -------------------------------------- | -------------------------------------- | -------------------------------------- | -------------------------------------- | -------------------------------------- | -------------------------------------- |
| Positie:                               | 96                                     | 77                                     | 78                                     | 67                                     | 46                                     | 58                                     | 50                                     | 85                                     | 88                                     | 98                                     | uit                                    |                                        |

### VlaamseUltratop 50
| Hitnotering: 30-10-2010 t/m 27-11-2010 | Hitnotering: 30-10-2010 t/m 27-11-2010 | Hitnotering: 30-10-2010 t/m 27-11-2010 | Hitnotering: 30-10-2010 t/m 27-11-2010 | Hitnotering: 30-10-2010 t/m 27-11-2010 | Hitnotering: 30-10-2010 t/m 27-11-2010 |
| Week:                                  | 1                                      | 2                                      | 3                                      | 4                                      |                                        |
| -------------------------------------- | -------------------------------------- | -------------------------------------- | -------------------------------------- | -------------------------------------- | -------------------------------------- |
| Positie:                               | 43                                     | 25                                     | 28                                     | 47                                     | uit                                    |